# 長万部町立長万部小学校
長万部町立長万部小学校（おしゃまんべちょうりつ おしゃまんべしょうがっこう）は、北海道山越郡長万部町曙町に所在する公立小学校。
現在の通学区域は長万部町全域である。
2021年度（令和3年度）現在、児童数は185名。

## 概要
1878年（明治11年）公立小学校の設立を許可され、「長万部小学校」として開校。
校舎は1986年（昭和61年）に建てられた、鉄筋コンクリート造3階建。2008年より町内の小中学校で二学期制の導入に伴い、長万部小学校は二学期制へ移行。

## 沿革
- 1878年（明治11年）5月6日、公立小学校の設立の許可がおり、長万部学校を設置。旧官立病院を校舎として使用。初年度の生徒数は17名。
- 1897年（明治30年）旧官立病院を使用した校舎から移転新規落成。
- 1908年（明治41年）10月、字長万部36,37番地へ移転新規落成（現在の長万部町本町74番地付近）。
- 1914年（大正3年）長万部小学校幌内特別教授所（後の共立小学校）開設。
- 1967年（昭和42年）町民の寄付によってプール設置。
- 1968年（昭和43年）夜警員を配置。
- 1973年（昭和48年）長万部小学校の生徒数が1,000人を切り、923名となる（73年当時の町内の小学児童数は1,321人）。
- 1978年（昭和53年）創立百周年記念誌「百年の長小」発行。
- 1979年（昭和54年）長万部小学校プールに上屋が設置。
- 1986年（昭和61年）長万部小学校第一期改築工事完了。
- 1988年（昭和63年）長万部小学校プールの完成、開校110周年記念式典を挙行。
- 2005年（平成17年）町立双葉小学校閉校により長万部小学校へ統合。
- 2008年（平成20年）平成19年度より二学期制導入。
- 2009年（平成21年）町立共立小学校閉校により長万部小学校へ統合。
- 2010年（平成22年）町立中の沢小学校閉校により長万部小学校へ統合。
- 2014年（平成26年）町立国縫小学校閉校により長万部小学校へ統合。
- 2020年（令和2年）長万部小学校公式ホームページ開設。
- 2022年（令和4年）町立静狩小学校閉校により長万部小学校へ統合。これにより長万部小学校の通学区域が長万部町全域となる。

## 児童数
- 2021年度（令和3年度）
- 1学年　32名
- 2学年　26名
- 3学年　33名
- 4学年　30名
- 5学年　33名
- 6学年　31名　計185名

## 所在地
- 北海道山越郡長万部町曙町3番5
- 長万部駅から徒歩10分